# André Degelas
André Benjamin De Gelas, connu comme André Degelas ou Dégelas, né le 13 août 1920 à Thieux  (Seine-et-Marne) et mort le 3 janvier 2002 à Le Perreux-sur-Marne, est un coureur cycliste français, spécialiste de la vitesse sur piste.

## Biographie
Issu d'une famille originaire de Flandre, fils d'épicier de Mitry, il débute sur route, dans les courses corporatives. En 1937, auxiliaire à la poste de Mitry, il gagne, sans dérailleur, le championnat des télégraphistes. L'année suivante après avoir été un des animateurs du Grand Prix de l'Alimentation, il enlève le championnat des bouchers organisé par L'Auto,,. En 1939, il prend le départ de Paris-Rennes et participe aux championnats de France sur route des amateurs et indépendants.
En 1940, il participe aux trophées de Longchamp,,,, gagne deux fois et est qualifié pour la finale où il finit 4e; Il débute sur piste,. En 1941, il devient champion de Paris devant Georges Senfftleben,. Il termine second du Prix Alfred Riguelle derrière Guy Claisy la même année. Il finit 3e dans le criterium national de France après avoir été déclassé en 1/2 finale pour avoir gêné Claisy,.
Il passe professionnel en 1942. Il ne confirme pas les espoirs qu'il fit naitre comme amateur. Il est classé 6e sprinter français. Il est conseillé par André Trialoux.
En 1946, il fait équipe avec Guy Claisy en omnium et américaine. Ils gagnent l’omnium du Prix des Six Jours. Il participe au match de vitesse France-étranger, Gérardin, Senfftleben, Degelas et Iacoponelli vs. Derksen, Van Vliet, Scherens et Gosselin et à la première rencontre franco-suisse de cyclisme au vélodrome d'Hiver ; Degelas et Vigué marquent une nette supériorité sur Lohmüller et Keller.
Durant les championnats de France 1948, au cours du ¼ de finale contre Iacoponelli, il fait 6 séances de surplace d'une durée totale de 23 min 45 s,.

## Palmarès

### Championnat régional
- Champion de Paris : 1941

### Grand Prix
- 2e du Prix Alfred Riguelle : 1941
- 2e du Prix Victor Dupré : 1942[27]
- Prix Jean Cugnot (omnium) : 1942[28]
- Prix de l'Espérance : 1945
- Prix Lapize : 1945
- Prix des Six jours (omnium)  avec Guy Claisy : 1946

### Autres
- 2e du critérium de France de vitesse amateur : 1941
- Challenge Victor Goddet : 1946